# Disturbios de Kingston de 2010
Los desórdenes en Kingston de 2010 son una serie de hechos violentos que se iniciaron el 23 de mayo cuando mil policías y soldados asaltaron un complejo residencial ocupado fuertemente por narcotraficantes que defendían a un capo que era requerido por los Estados Unidos. La ofensiva se realizó en el sector de West Kingston, donde hombres armados previnieron la extradición de Christopher Coke, del cual Estados Unidos lo acusa por cargos de tráfico de armas y droga. El Departamento de Justicia de los Estados Unidos considera a Coke como uno de los capos más peligrosos del mundo.
El gobierno de Jamaica declaró el estado de emergencia sobre la capital Kingston y en la parroquia de Saint Andrew, en donde los pistoleros han atacado persistentemente a las fuerzas de seguridad.
Se han reportado 26 civiles muertos, 3 policías muertos, 25 heridos y 211 arrestados hasta el día 25 de mayo.